# Museo de Troya
El Museo de Troya es uno de los museos de Turquía. Está ubicado en el sitio arqueológico de Troya. Fue inaugurado en marzo de 2018 y empezó a recibir visitantes en octubre de ese mismo año. Es candidato al Premio del museo europeo del año para el 2020.

## Exposición
El museo contiene una colección de objetos arqueológicos de la antigua ciudad de Troya y de otras áreas circundantes de la región de Tróade. Entre ellos se encuentran herramientas, esculturas, inscripciones, sarcófagos, ornamentos, monedas, joyas, armas y recipientes metálicos, de cerámica y de vidrio. Algunas de las piezas han sido trasladadas desde otros museos, como el Museo Arqueológico de Çanakkale.  
La exposición se divide en diversas áreas temáticas:
Una de ella explica los métodos de datación de la arqueología. Otra presenta la historia de las diversas campañas de excavaciones que se han llevado a cabo en el yacimiento arqueológico de Troya. 
Otra está dedicada a la arqueología de la región de Tróade y de islas próximas, donde se exponen datos históricos, geográficos y de las excavaciones, así como hallazgos de los asentamientos antiguos de Alejandría de Tróade, Aso, Lámpsaco, Ténedos, Pario, Esminteo, Timbra, Tavolia e Imbros. Es destacable un ánfora de bronce del siglo IV a. C. procedente de Pario en la que hay una representación de una danza dionisíaca. Asimismo son singulares unas figurillas de terracota de músicos y danzantes, también del siglo IV a. C., procedentes de Aso. También hay una estatua fragmentaria de un kuros del siglo VI a. C., un sarcófago del siglo V a. C. con una representación de una escena de caza y una estatua de terracota de Afrodita —conocida como la «Afrodita de Dárdano»— del siglo I a. C.
Hay también una sección dedicada a las joyas de oro de Troya, desde la Edad del Bronce hasta la época romana, donde también hay puntas de flecha encontradas en las excavaciones. Algunas de las joyas proceden del Museo de Arqueología y Antropología de la Universidad de Pensilvania y otras quedaron en Turquía tras las excavaciones de Heinrich Schliemann. 
Otra sección expone información y piezas arqueológicas de los primeros asentamientos en Troya, entre las que se hallan diversas herramientas. 
La sección dedicada a Edad del Bronce en Troya expone aspectos relacionados con la vida cotidiana y la importancia de la ciudad en esta época histórica, y las circunstancias de su destrucción al final de este periodo. Se describen las diferentes capas estratigráficas de este periodo, en el que las fases más destacadas corresponden a Troya II, Troya VI y Troya VII. Piezas destacadas de esta sección son una tablilla con la inscripción del llamado tratado de Alaksandu del siglo XIII a. C., un singular sello luvita y una estela de piedra con la representación de una especie de casco y un arma. 
Por otra parte, se encuentran abundantes ejemplos de piezas de cerámica halladas en Troya a lo largo de toda su historia.
Otra parte se dedica al periodo de transición entre la Edad del Bronce y la época clásica. Aquí se explican las destrucciones acaecidas en la zona en el comienzo de la Edad del Hierro. Se exponen piezas de cerámica y de hierro.
Otra sección está dedicada a la Guerra de Troya. En ella se exponen piezas relacionadas con este evento mítico, así como la importancia de la tradición oral, su influencia en la literatura, las creencias, la política, el cine, el arte y otros aspectos relacionados con ella. Entre los objetos expuestos se encuentra el llamado «sarcófago de Políxena» y estatuas de emperadores romanos.
También hay un sector dedicado a la época romana y al terremoto que provocó la destrucción del asentamiento. 
La sección dedicada a la Tróade durante la época del Imperio Otomano expone información sobre los asentamientos otomanos en la región, sus aspectos culturales y la importancia del estrecho de los Dardanelos durante esta época.
Por otra parte, en el jardín del museo se exhiben sarcófagos, elementos arquitectónicos y estelas funerarias.

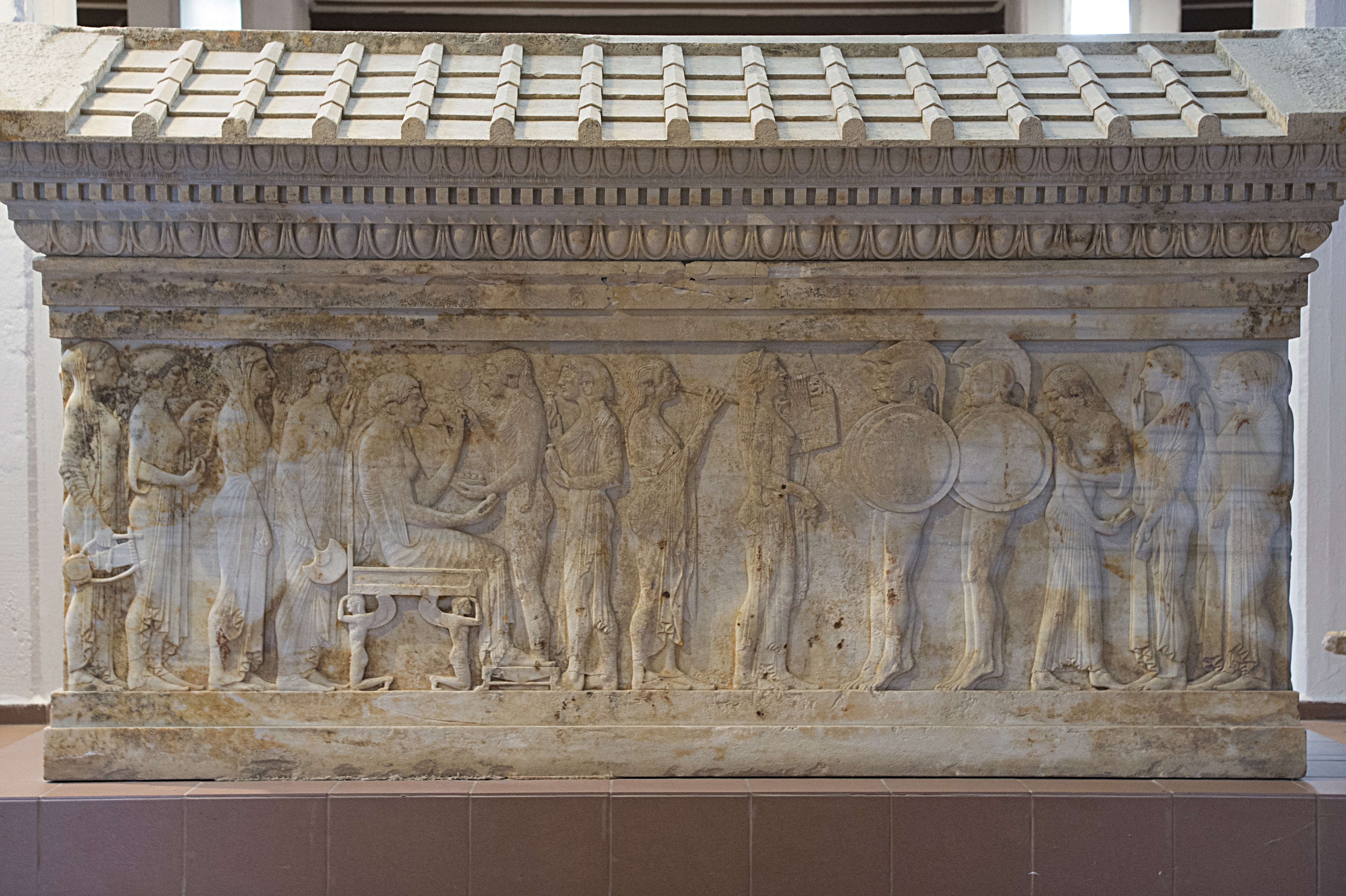
Sarcófago con escena del sacrificio de Políxena ante el túmulo de Aquiles.
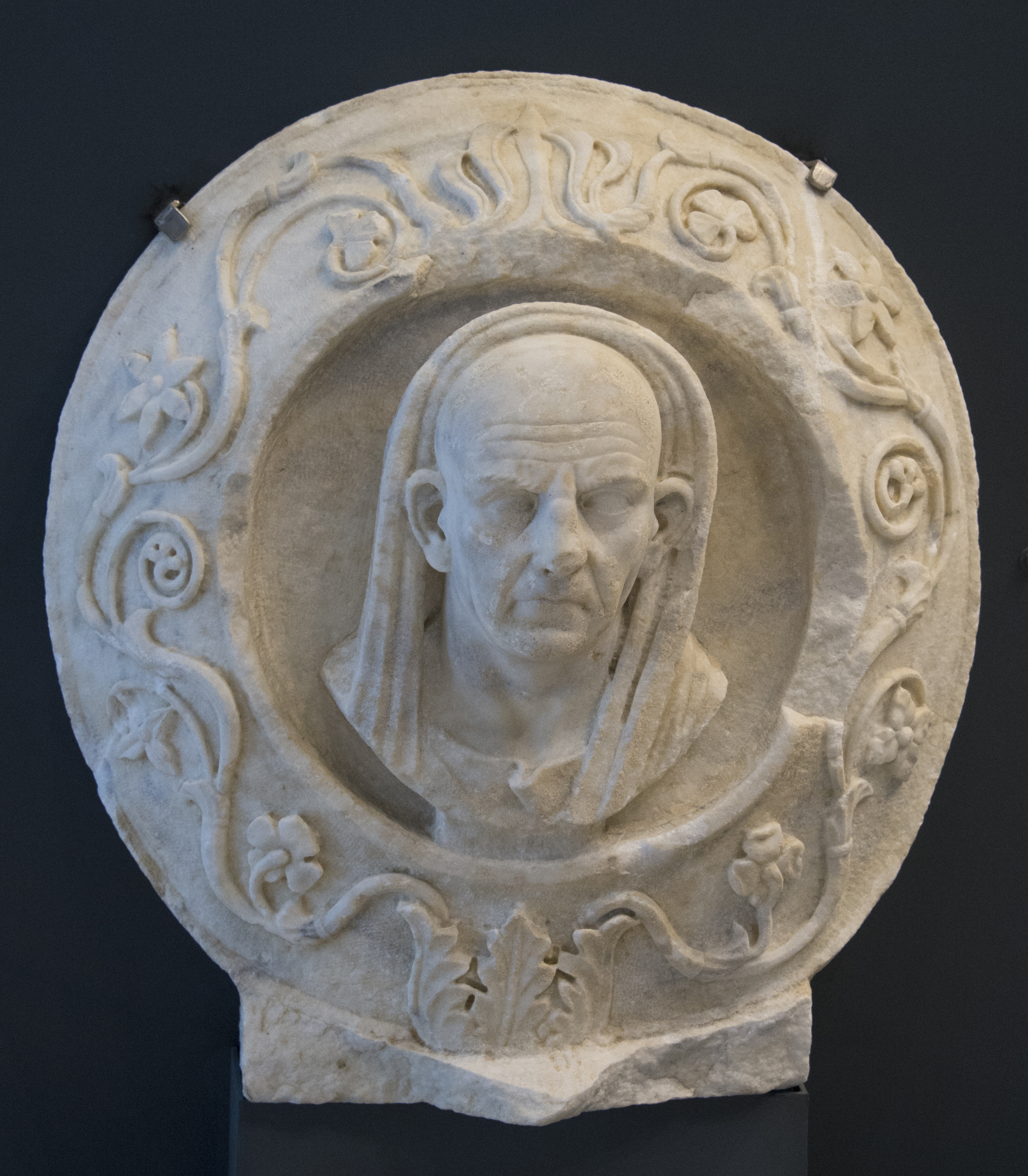
Medallón de época romana.
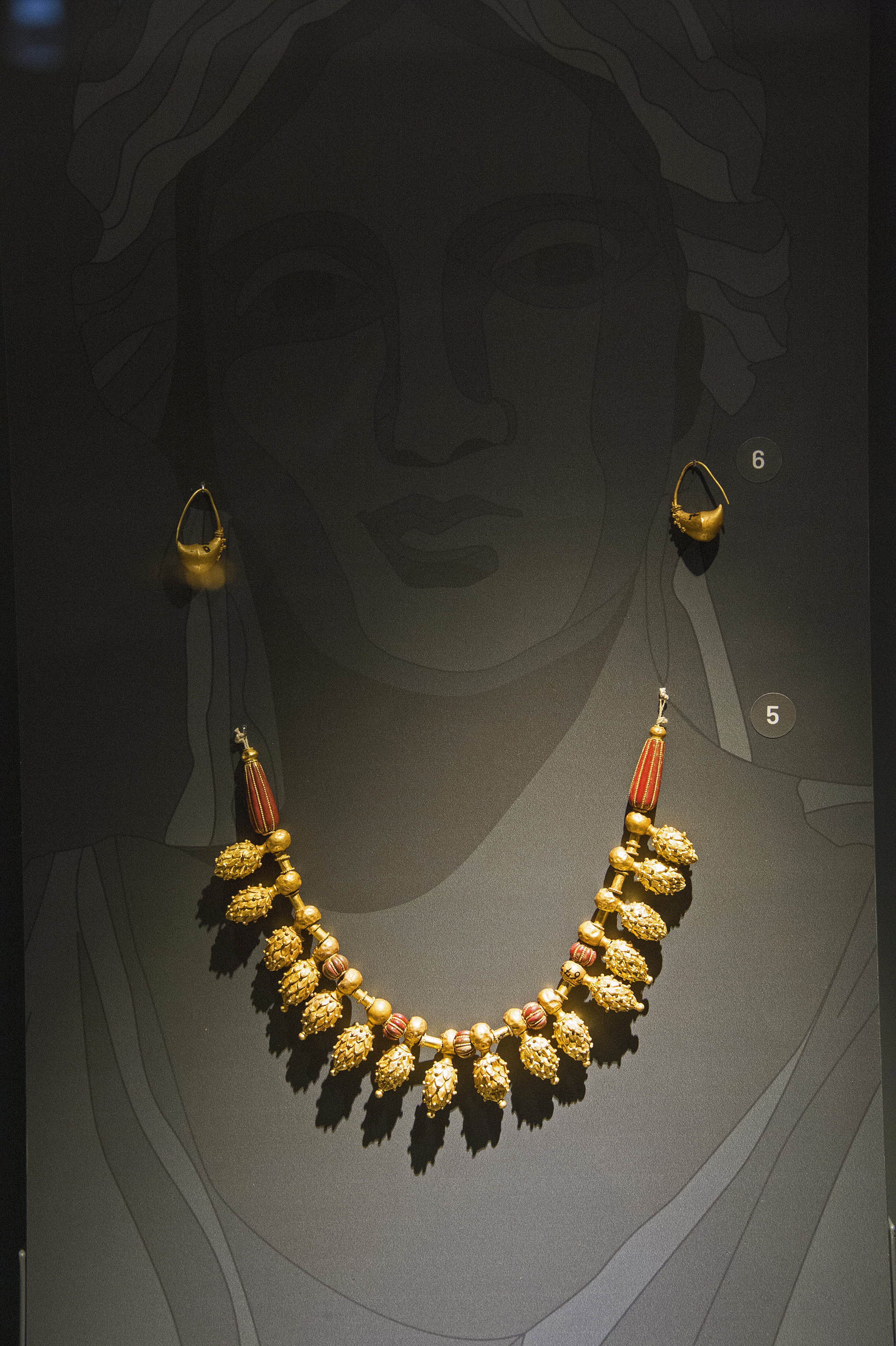
Joyas
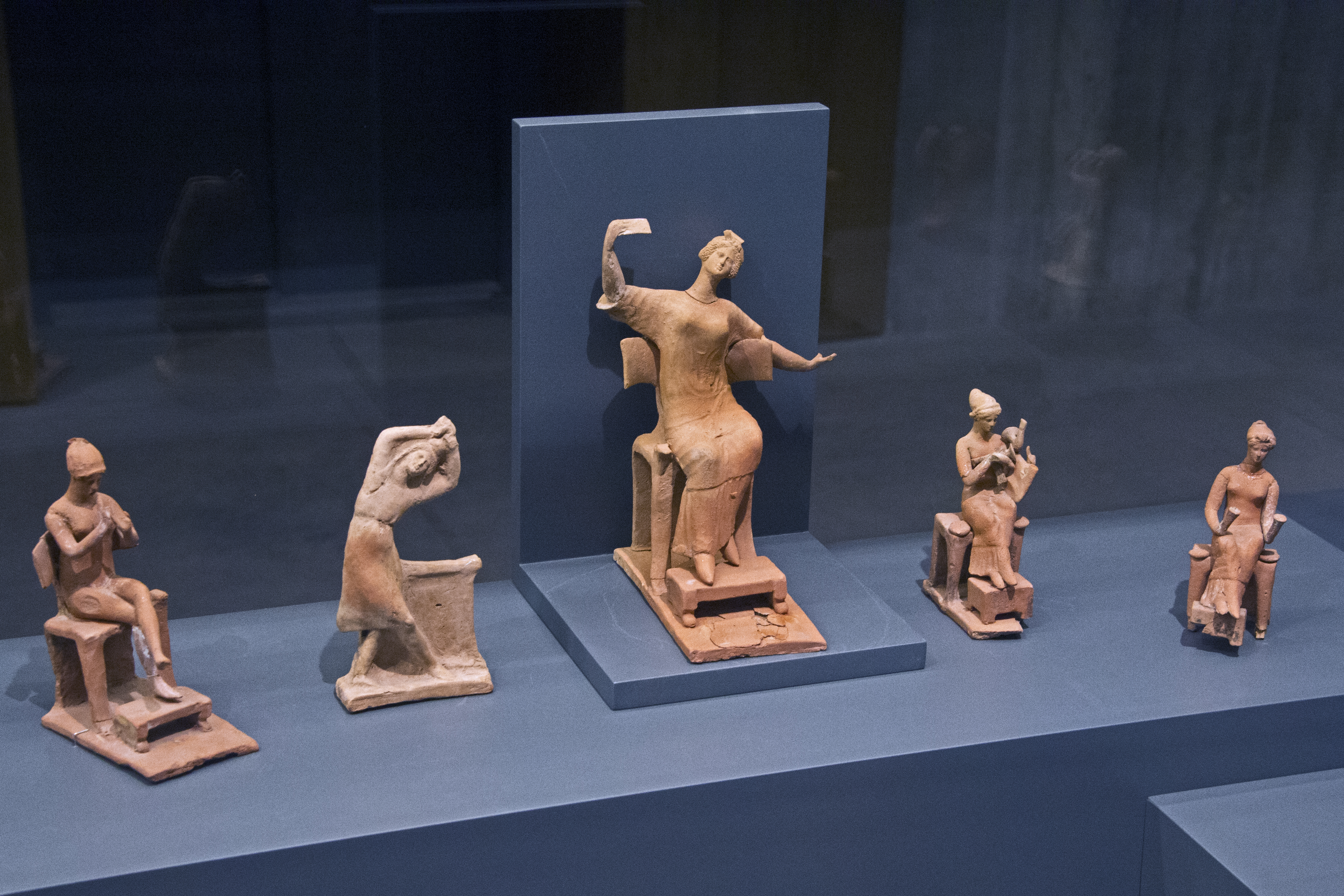
Figurillas de músicos del siglo IV a. C.